# Louis Auguste Desmarres
Louis Auguste Desmarres, född  22 september 1810 i Évreux, död 22 augusti 1882 i Neuilly-sur-Seine, var en fransk oftalmolog. 
Desmarres studerade i Paris, där han 1839 blev medicine doktor. Han var flera år klinikchef och privatsekreterare hos Frédéric Jules Sichel och öppnade 1841 egen privat ögonklinik i Paris som lockade många patienter och talrika studenter från hela Europa. Han gjorde sig på många sätt känd för förbättringar av den kirurgiska behandlingen av ögonsjukdomar och bland hans åhörare räknades även en tid Albrecht von Graefe. Han drog sig 1864 tillbaka från sin klinik och överlät den till sin son. Hans främsta arbete är Traité théorique et pratique des maladies des yeux (tre band, 1847, andra upplagan 1854–58).